# Javier Grillo-Marxuach
Javier "Javi" Grillo-Marxuach (født 28. oktober 1969 i San Juan, Puerto Rico) er manuskriptforfatter og tv-producer, bedst kendt for sit arbejde på den amerikanske tv-serie Lost, omend han også har arbejdet på andre serier som Heksene fra Warren Manor og Law and Order: Special Victims Unit.